# Крапанка

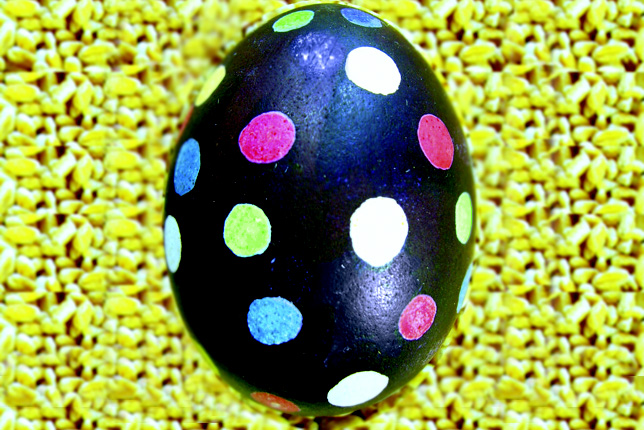
Українська крапанка

Кра́панка — один з чотирьох основних видів розписаних великодніх яєць, разом з крашанкою, дряпанкою та писанкою (інколи писанками називають загалом всі розписані яйця). Кожен із цих видів має свою систему розпису.
Традиційна технологія виготовлення крапанки є відносно простою в порівнянні з виготовленням писанок. Для виготовлення крапанки, зачерпнувши писачком віск, закрапують ним лише місця, що повинні залишитися незафарбованими. Після цього яйце занурюють у найсвітлішу фарбу, найчастіше жовту. Після висихання фарби, поверхню яйця вкривають восковими цятками, які потім залишаться жовтими. Якщо треба залишити зелені цятки, то вмочивши сірник у зеленку, малюють зелені цятки, які покривають воском. Потім яйце занурюється у червоний барвник. На червоній фарбі закапують воском ті місця, які мають залишитися червоними. Насамкінець загальне тло забарвлюють якоюсь темною фарбою, частіше вишневою. Після цього яйце кладуть в не дуже гарячу духовку або піч. Після того як віск розм'якає, його обережно витирають м'якою тканиною.